# 戈阿斯科蘭
戈阿斯科蘭（西班牙語：Goascorán），是洪都拉斯的城鎮，位於該國南部，由山谷省負責管轄，始建於1791年，面積200.5平方公里，海拔高度91米，2001年人口13,262，人口密度每平方公里66.14人。